# Pipa (amphibien)
Pour les articles homonymes, voir Pipa.
Genre
Synonymes
- Asterodactylus Wagler, 1827
- Leptopus Mayer, 1835
- Protopipa Noble, 1925
- Hemipipa Miranda-Ribeiro, 1937

Pipa est un genre d'amphibiens de la famille des Pipidae.

## Répartition
Les sept espèces de ce genre se rencontrent en Amérique latine tropicale : du Panama au Nord jusqu'au Brésil au Sud.

## Description
Ces espèces sont exclusivement aquatiques.

## Liste des espèces
Selon Amphibian Species of the World (11 juin 2017) :
- Pipa arrabali Izecksohn, 1976
- Pipa aspera Müller, 1924
- Pipa carvalhoi (Miranda-Ribeiro, 1937)
- Pipa myersi Trueb, 1984
- Pipa parva Ruthven & Gaige, 1923
- Pipa pipa (Linnaeus, 1758)
- Pipa snethlageae Müller, 1914

## Publication originale
- Laurenti, 1768 : Specimen medicum, exhibens synopsin reptilium emendatam cum experimentis circa venena et antidota reptilium austriacorum Vienna Joan Thomae p. 1-217 (texte intégral).